# ダン池田
ダン池田（ダン いけだ、本名・池田 啓助、1935年4月11日 - 2007年12月25日）は、日本のバンドマスター。ラテンパーカッション奏者であり、指揮者やタレントとしても活動していた。
常に口髭を生やし、パンチパーマの髪型が印象的であった。

## 来歴・人物
1935年4月11日に朝鮮の京城に生まれる。終戦と同時に日本へ引き揚げた。
池田の芸名でもあった『ダン』の由来は、高校生時代に生徒会長を務めていた頃、自分が好きだった女子生徒の手を繋ぎたいという目的でフォークダンスを開催しており、その際に「ダンス」と「啓助」を併せた「ダン助」というあだ名を、池田の同級生達に付けられたのがきっかけとなっている。
北海道留萌高等学校の入学を経て、長野県松代高等学校を卒業した。その後は中央大学経済学部に進学したが、後に中退している。留萌高校吹奏楽部出身の音楽家は他に佐藤勝がおり、後輩には森田公一がいた。
中央大学在学中から本格的にプロのバンド活動を始めており、その後は事務員を務めていた。
1969年に『ダン池田とニューブリード』を結成し、フジテレビ系の音楽番組である『夜のヒットスタジオ』のカラー放送開始と同時に専属のバンドとしてニューブリードが抜擢される事となり、即レギュラーに起用された。番組は人気と高視聴率を得ると共に、池田の知名度も上がった。
以降は「夜ヒット」と同時に、フジテレビ系列の『オールスター家族対抗歌合戦』や『スターどっきり㊙報告』『オールスター水泳大会』『ズバリ!当てましょう』NHK総合の『ひるのプレゼント』など、第2のステレオ放送開始以降の主にフジテレビ・NHKの音楽番組を中心に出演した。
その一方で「家族対抗歌合戦」では審査員として起用されるようにもなり、また「スターどっきり」の方でもレポーター役に抜擢されて出演し、音楽活動と並行してタレントとしても活動していた。
『NHK紅白歌合戦』（NHK総合・ラジオ第1）では、1972年から1984年まで指揮者を務めた。なお1974年のみは、原信夫とシャープス&フラッツが演奏を務めたため、10回紅組の指揮を担当した。1983年からは紅白でバンドが分かれなくなり、1983年・1984年は両組の演奏を担当した。
1985年3月25日に、毎週月曜日に放送していた1時間枠の『夜のヒットスタジオ』が最終回を迎えるにあたり、16年目をもって降板した。翌週3月31日ニューブリードのバンドマスターを交代する。4月以降は契約の残っているバンドの仕事など、他番組の出演は継続した。
「夜のヒットスタジオ」の降板から約8か月後となる1985年11月12日、いわゆる芸能界の暴露本『芸能界 本日モ反省ノ色ナシ』（はまの出版）を出版した。1年分の日記を掲載したもので、70万部を売り上げるベストセラーとなった。しかし内容は、芸能界や業界に対しての辛辣な批判や、イニシャルや実名でタレント・著名人の性格や人間性の非難などの記述ばかりで、結果として池田はテレビ・メディアでの仕事から干された。また、ニューブリードのバンドマスターも降板し、元ブルーコメッツの小田啓義に交代した。
同バンドは更にブルーコメッツの三原綱木にバンドマスターを交代した際に、名称を「ザ・ニューブリード」に変更する。その後も『NHK歌謡コンサート』（NHK総合）や『NHK紅白歌合戦』（NHK総合・ラジオ第1）『NHKのど自慢チャンピオン大会』（NHK総合・ラジオ第1）などで活動した。バンド活動を離れて単独となった後、池田自身がプロデュースした『兄弟鳥』という東北出身の民謡歌手をデビューさせた。
1988年には一時的ではあったが「ダン池田とハッピートーンズ」というバンドを結成し、同年に行われたソウルオリンピックの日本の応援歌を山田直稔が作詞し、作曲は池田が担当している。
テレビ・メディアでの活動の場が閉ざされた1990年代以降は、昔を懐かしむ映像で『夜のヒットスタジオ』出演時の様子が流れたり、単発で『あの人は今!?』（日本テレビ）などのスペシャル番組にゲスト出演した。一方、自ら芸能事務所を設立して演歌歌手をデビューさせたが、売り出しに失敗する。1997年当時は埼玉県で「ダン池田の店」という飲食店を経営しており、自ら店でマスターを務めながら元気な姿を見せていた。
1998年以降は脳梗塞を患い自宅療養を行っていたが2007年12月25日、急性呼吸不全のため死去した。72歳没。近親者のみで密葬を済ませている。「故人の遺志で静かに眠らせてあげたかった」との遺族の意向から、訃報は死去から約2カ月後の2008年2月21日に公表された。

## 主な出演番組
- 夜のヒットスタジオ（フジテレビ）
- FNS歌謡祭（フジテレビ）
- スターどっきり(秘)報告（フジテレビ）※レポーターとして出演
- ドリフ大爆笑（フジテレビ）※テーマ曲のみの演奏
- オールスター家族対抗歌合戦（フジテレビ）※審査員として出演
- NHK紅白歌合戦（NHK総合・ラジオ第1）
- NHK歌謡ホール（NHK総合）
- 歌謡グランドショー（NHK総合）

## テレビドラマ
- 土曜ドラマ（NHK総合）
  - わが青春のブルース（1981年） - 渡辺

## 映画
- がんばれ!ベアーズ大旋風 -日本遠征-（1978年、パラマウント映画）

## 主な音楽作品
- 夜のヒットスタジオ（CBSソニー、SOND-66040、1970年）
「ダン・池田とニュー・ブリード」名義で、歌謡曲のヒット曲をインストゥルメンタルでカバー。
- 男のみち（キャニオン、A-150、1973年）
塚田茂、猪俣公章、ダン池田によるユニット「うらかたトリオ」名義。作詞：前川宏司、作曲：猪俣公章。

### 作曲
- 「声高らかに がんばれニッポン!!」（作詞：山田直稔、作曲：ダン池田）
- '88ソウルオリンピックのうた（作詞：山田直稔、作曲：岡部昌二、補作詞：ダン池田）[注釈 5]
- 王子信用金庫社歌「王子マーチ」（作詞：池田節子、作曲：ダン池田）（1988年4月）[6]

## 主な著書
- 「芸能界本日モ反省ノ色ナシ」（1985年11月20日、はまの出版）ISBN-4-89361-011-2
- 「第2弾・芸能界本日モ反省ノ色ナシ」（1986年5月25日、はまの出版）ISBN-4-89361-018-X
- 「芸能界踏んだり蹴ったり」（1988年8月25日、はまの出版）ISBN--4-89361-053-8